# خدمة المستشفيات للنساء الأمريكية
خدمة المستشفيات للنساء الأمريكية (بالإنجليزية: American Women's Hospitals Service)‏ هي منظمة خيرية هدفها تخفيف المعاناة في العالم وتقدم الدعم للعيادات المستقلة وتوفير الرعاية للسكان في مناطق ذات المخاطر العالية، وتوفر كذلك منح سفر لطلاب الطب لتقديم الخدمات الطبية السريرية للمناطق المحرومة.